# Tribhuvan
Tribhuvan Bír Bikram Šáh Déva (nepálsky: त्रिभुवन वीर विक्रम शाह; 30. června 1906 Káthmándú – 13. března 1955 Curych) byl mezi lety 1911–1955, s výjimkou let 1950–1951, nepálský král.

## Životopis

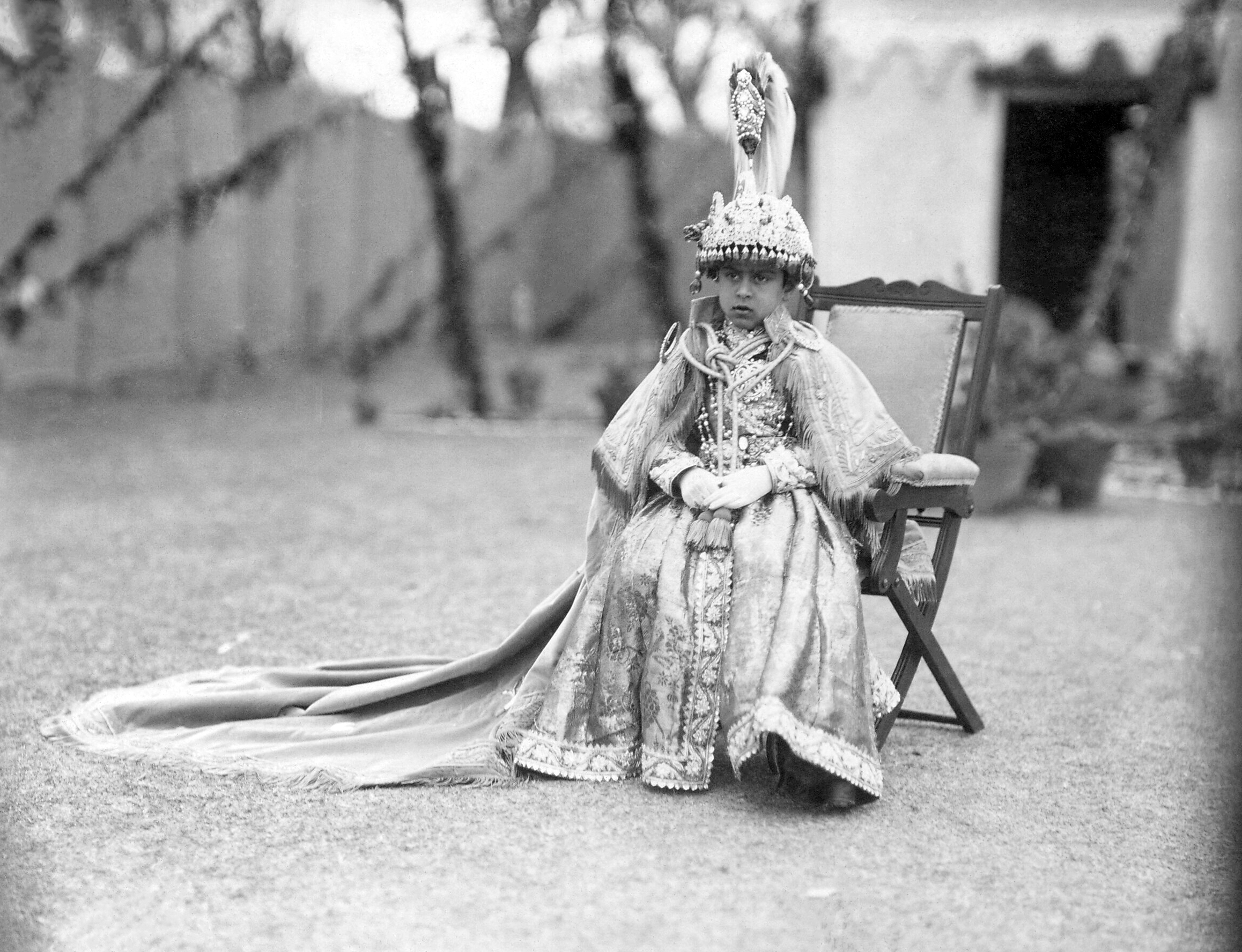
Pětiletý Tribhuvan při uvedení na trůn nepálského krále v prosinci 1911

Narodil se v nepálském hlavním městě Káthmándú, na trůn byl instalován v pěti letech,  po smrti svého otce Prithví Bír Bikram Šáha, který byl otráven. Jeho korunovace proběhla 20. února 1913, vzhledem k jeho nízkému věku vládla jeho matka Divyešvárí Lakšmí v pozici regentky. V té době však držela faktickou moc v Nepálu ministerská dynastie Ránů a králové z dynastie Šáhů byli de facto v pozici loutkových hlav Nepálu.
Oženil se v březnu roku 1919 ve věku 12 let při dvojím obřadu a ve stejný den se dvěma manželkami. Nejprve se oženil v paláci Narajanhity s dvanáctiletou princeznou Kanti (1907–1973). Ve stejný den se oženil také s Išhavari (1907-1983). Měl také další mladší manželky.
Jeho první dítě a následník trůnu Mahendra Bir Bikram Šáh Dev se narodil 11. června 1920, když bylo Tribhuvanovi a královně Kanti pouhých 13 let. Dospělosti se dožilo šest potomků: 3 princové a 3 princezny.
V polovině 30. let vypuklo liberální hnutí, jemuž král vyjádřil svou podporu, s cílem omezit moc Ránů. Ránové vůdce hnutí popravili. 
Počátkem listopadu 1950 vyvrcholily spory s vládou a král Tribhuvan s rodinou byl nucen se uchýlit na indické velvyslanectví. Doprovázeli ho mj. syn Mahendra a nejstarší vnuk Birendra. Tehdejší premiér Mohan Šamšher Rana reagoval svoláním mimořádné schůze kabinetu a 7. listopad 1950 při ní prohlásil novým králem Nepálu čtyřletého Tribhuvanova vnuka Gjánéndru, který pak vládl v regentském zastoupení do roku 1951. Dne 10. listopadu 1951 královská rodina bez Gjánendry uprchla do Nového Dillí.  

## Vyznamenání
- Řád nejvyššího slunce – Afghánistán, 1. března 1950
- velkokříž Řádu zásluh o Italskou republiku – Itálie, 16. října 1954[1]
- velkokříž Řádu čestné legie – Francie, 1954